# Noční fotografie

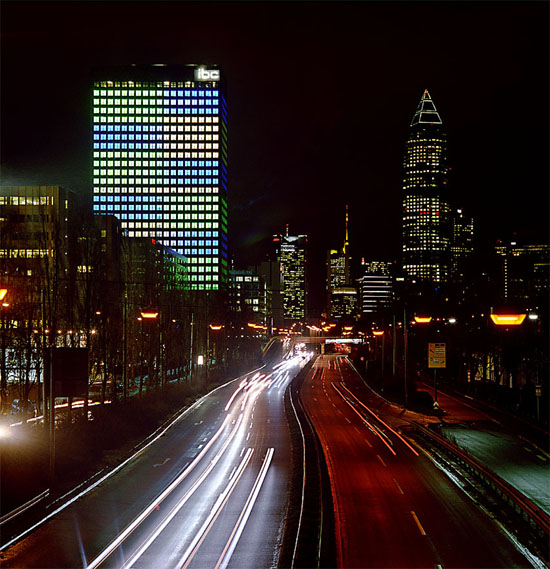
Noční snímek Frankfurtu nad Mohanem

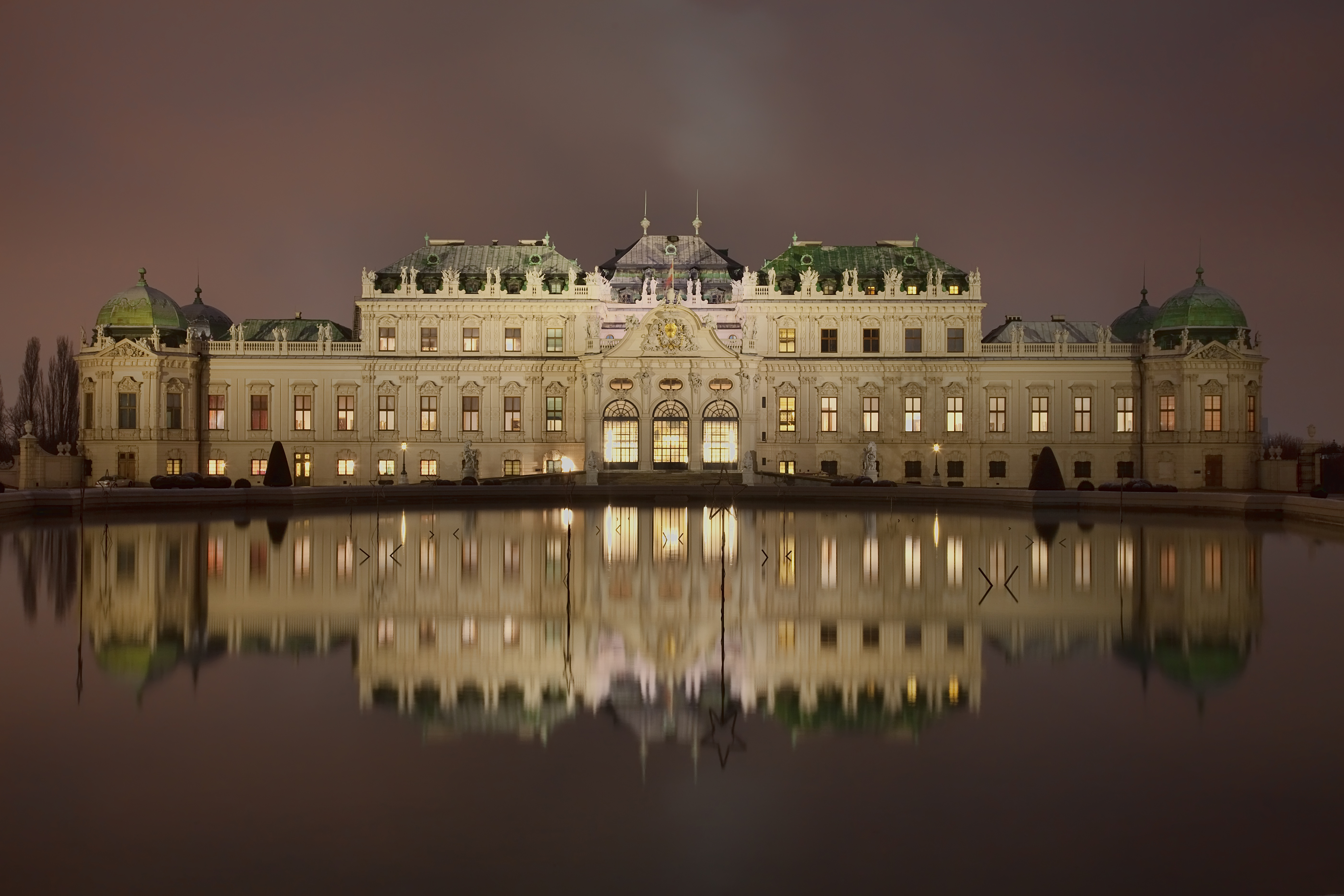
Horní Belveder ve Vídni

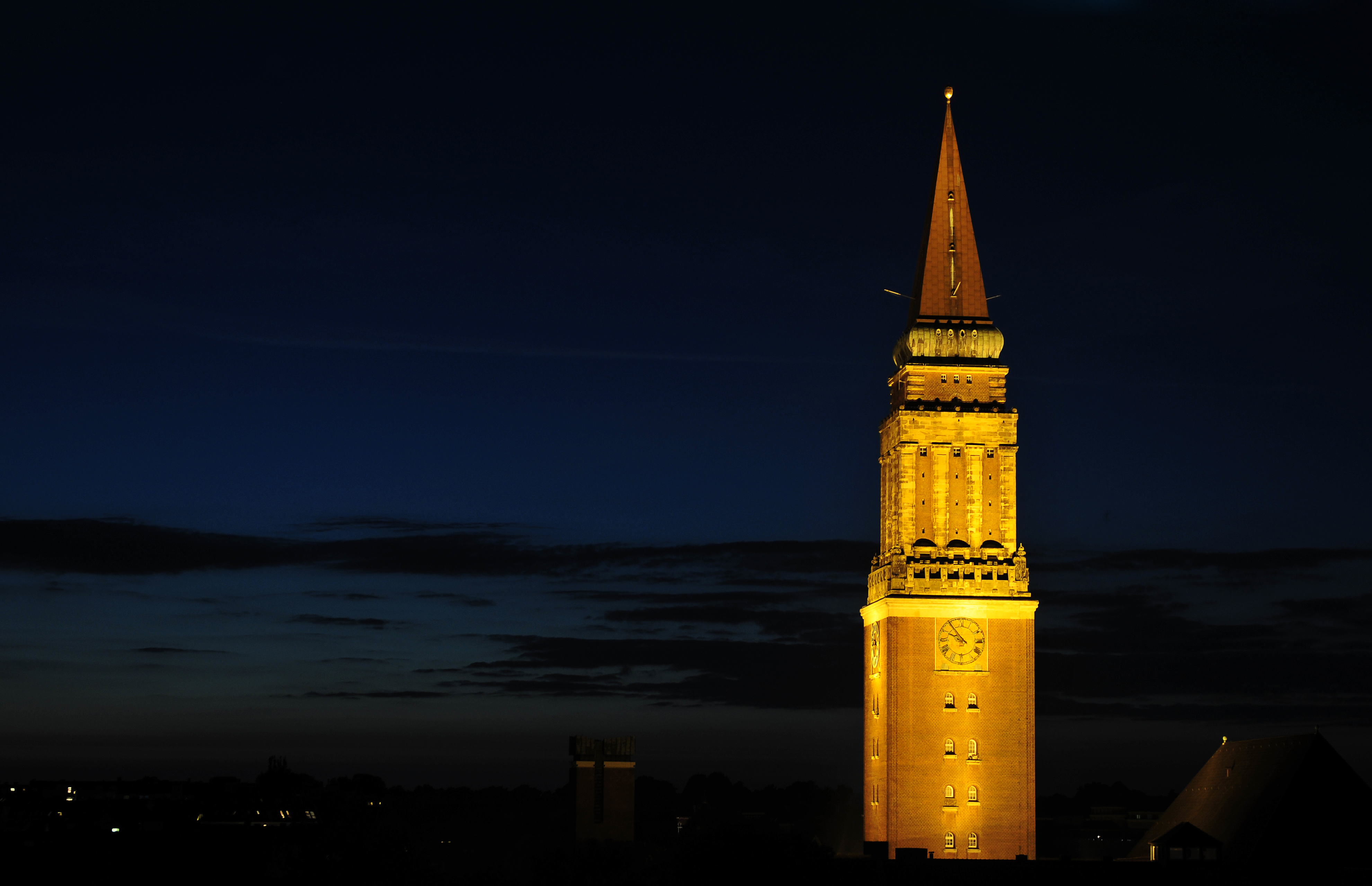
Kiel v noci

Noční fotografie je fotografický žánr, při kterém jsou snímky pořizovány v exteriéru v době mezi soumrakem a svítáním nebo za snížených světelných podmínek.

## Historie
John Adams Whipple v roce 1863 využil elektrické osvětlení k pořízení noční fotografie Bostonského parku. Vznikla jedna z prvních nočních fotografií.
S umělým osvětlením pro noční snímky experimentoval William Bell (1830 Anglie - 1910 USA), scénu osvětloval zapálením hořčíkového drátu.
Na počátku 20. století několik významných fotografů jako například Alfred Stieglitz nebo William Fraser začali pracovat v noci. V roce 1932 Brassaï zveřejnil svůj cyklus Paris de Nuit - knihu černobílých fotografií z ulic noční Paříže. Během druhé světové války využíval britský fotograf Bill Brandt výpadky proudu - takzvané black-out k fotografování ulic za měsíčního světla.

## Praxe
Fotograf se musí vyrovnat s širokým rozsahem kontrastů a nutností správně nastavit expozici. Vzhledem k potřebné dlouhé době expozice je zpravidla nutné fotografovat ze stativu. Díky dlouhému času lze zvýšit efekt záběru například dynamikou barevných čar pohybujících se objektů. Možnost fotografovat bez stativu nabízí vysoce citlivé filmy nebo nastavení digitálního fotoaparátu na vyšší ISO.
Působivé noční fotografie ve městě lze pořídit krátce po západu Slunce, kdy má obloha ještě tmavomodrý odstín, ale noční osvětlení již svítí.
Dalšího efektu lze dosáhnout přisvětlení bleskem - prokreslí se pozadí i popředí - vznikne tedy fotografie s velkým prostorovým efektem.
Součástí noční fotografie je takzvaná astrofotografie a fotografování noční oblohy. Měsíční světlo lze využít k fotografování noční krajiny. Pro snímání Měsíce se doporučuje objektiv s ohniskovou vzdáleností alespoň 300 mm.

### Modrá hodina

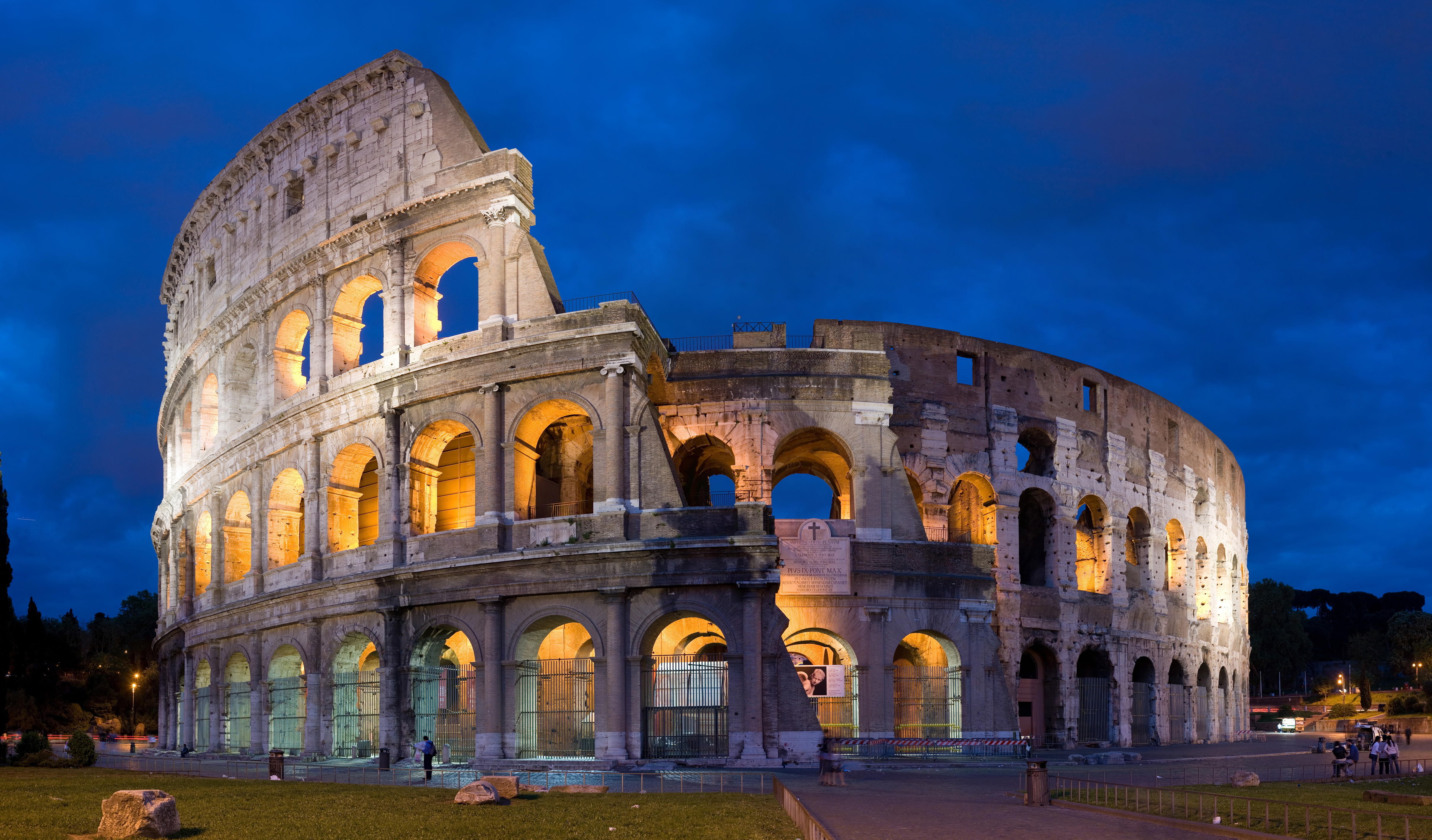
Římské Koloseum během modré hodiny, foto: David Iliff

Do žánru noční fotografie patří takzvaná modrá hodina, kterou se označuje doba soumraku každé ráno a večer, kdy není ani úplné denní světlo, ani úplná tma. Tato doba je zvláštní kvalitou svého světla, během ní má obloha modrou barvu a přibližně stejný jas jako umělé osvětlení budov a pouličního osvětlení. Nebeská modř má však jinou fyzikální podstatu než během dne a tudíž má i jiné spektrální složení.
Tuto chvíli lze využít pro pořízení snímků za dostupného světla. Ve srovnání s fotografováním za úplné tmy je osvětlení prostředí dostatečné, je tedy více vidět, kontrasty mezi světlými a tmavými místy jsou zmírněny a snímky mají zajímavou atmosféru. Využití najde v široké škále fotografických žánrů, především ve fotografii architektury. Skutečnost, že umělé osvětlení budov má přibližně stejný jas a barevný kontrast poskytuje vyrovnaný fotografický motiv. Využitím rozptýleného světla odražené od oblohy se jako výsledek získají rovnoměrně osvětlené předměty s měkkými konturami, barvami a jemnými pastelovými tóny. Různé teploty barev (modrá obloha, oranžové světlo, modrobílé žárovky, tyrkysové zářivky) poskytují nezvykle barevné fotografie. Tento efekt se ještě více zesílí delší expoziční dobou. V portrétní fotografii poskytuje příjemné rozptýlené světlo v tomto čase rovnoměrně osvětlenou pokožku s měkkou kresbou a jemnými pastelovými tóny.
Doba trvání modré hodiny závisí na zeměpisné šířce, ročním období, oblačnosti a dalších faktorech, v průměru je tato doba přibližně 30 minut. Ranní čas je o něco delší než večer.

## Příklady

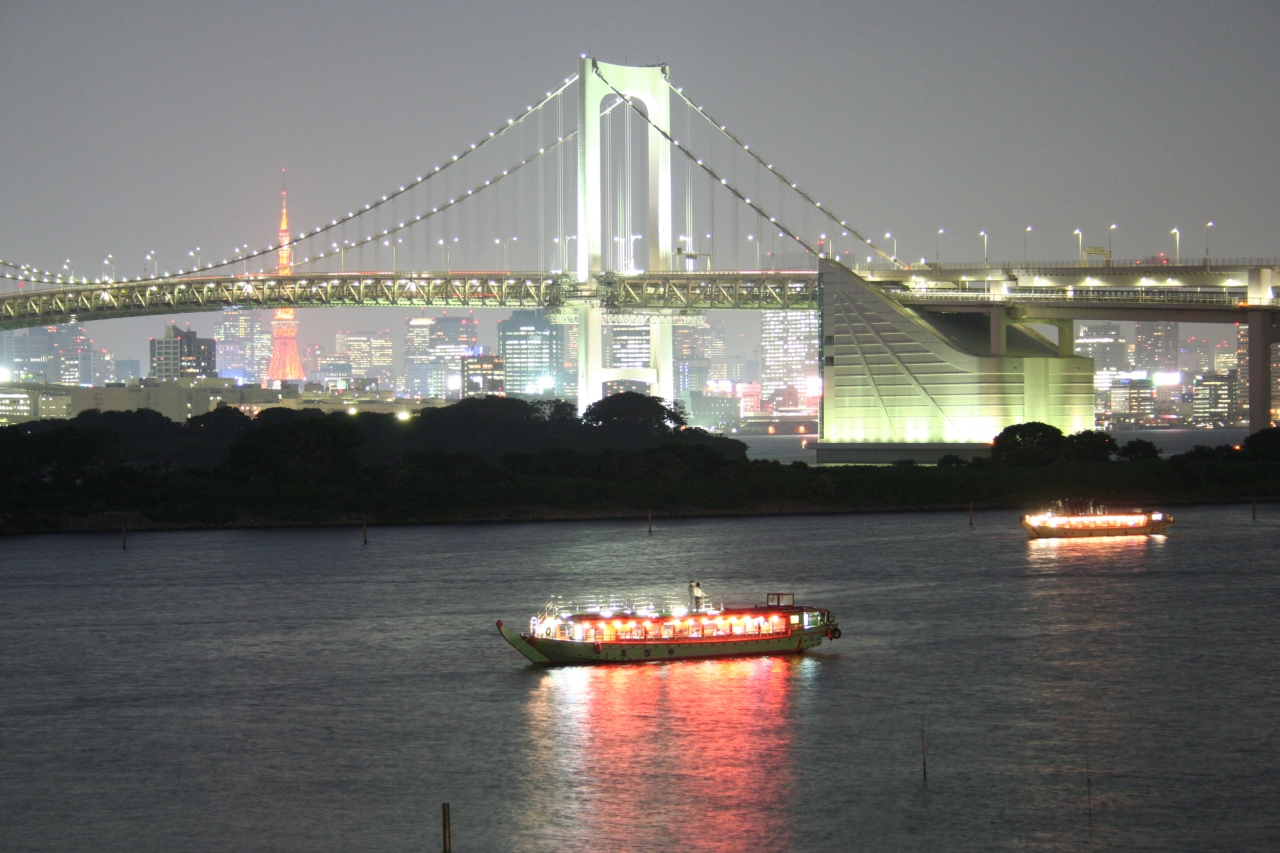
Rainbow Bridge pohled od Odaiby
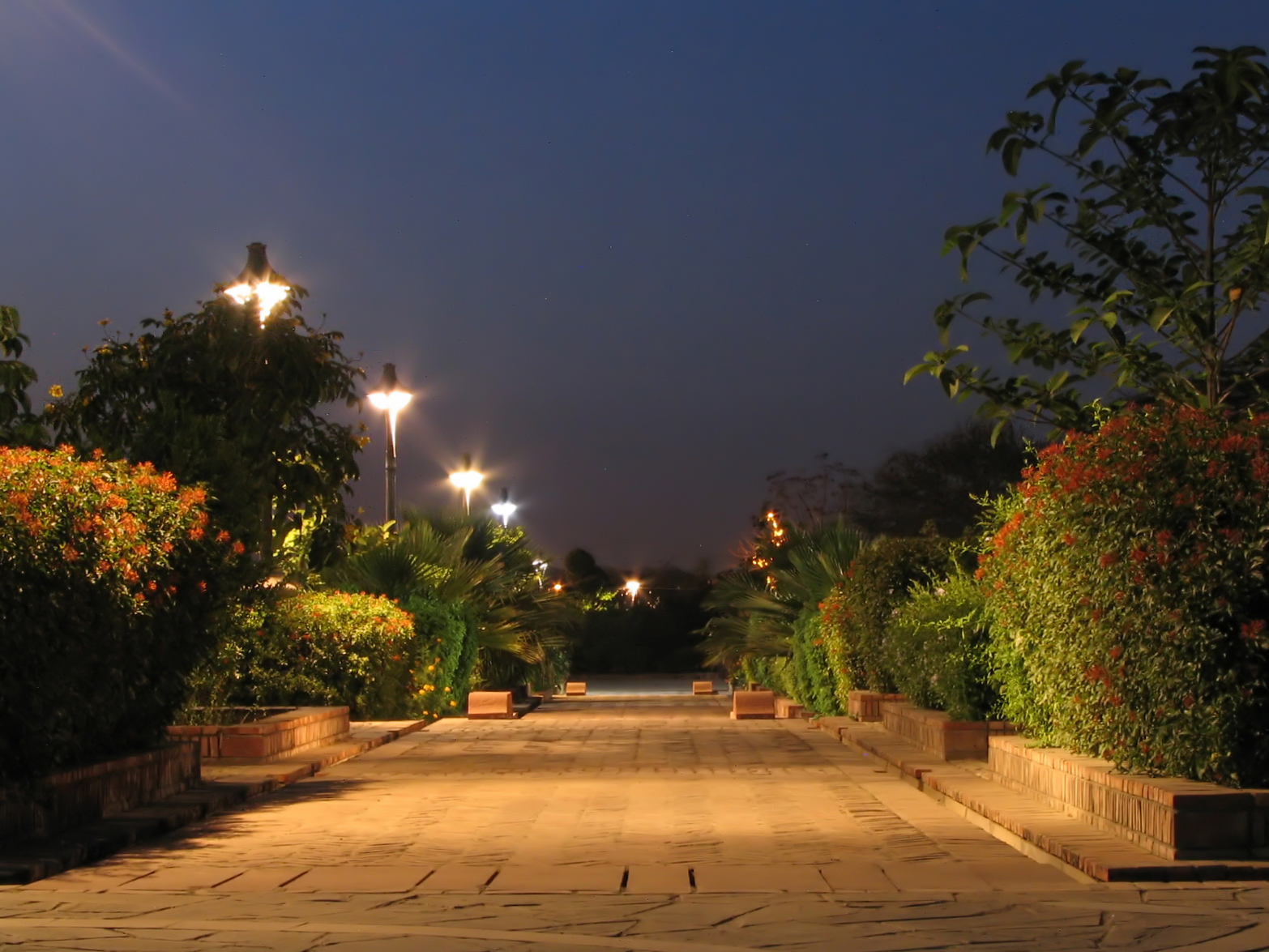
Garden of Five Senses, Delhi
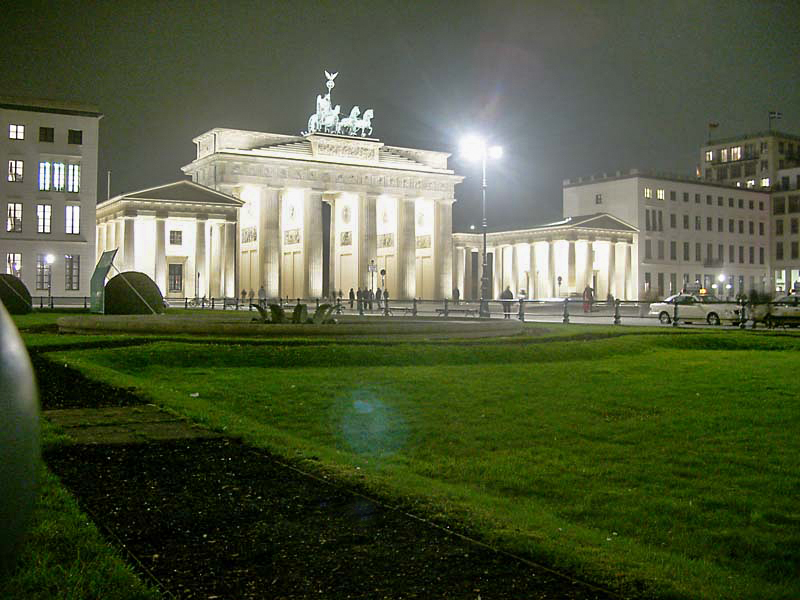
Braniborská brána, Berlín
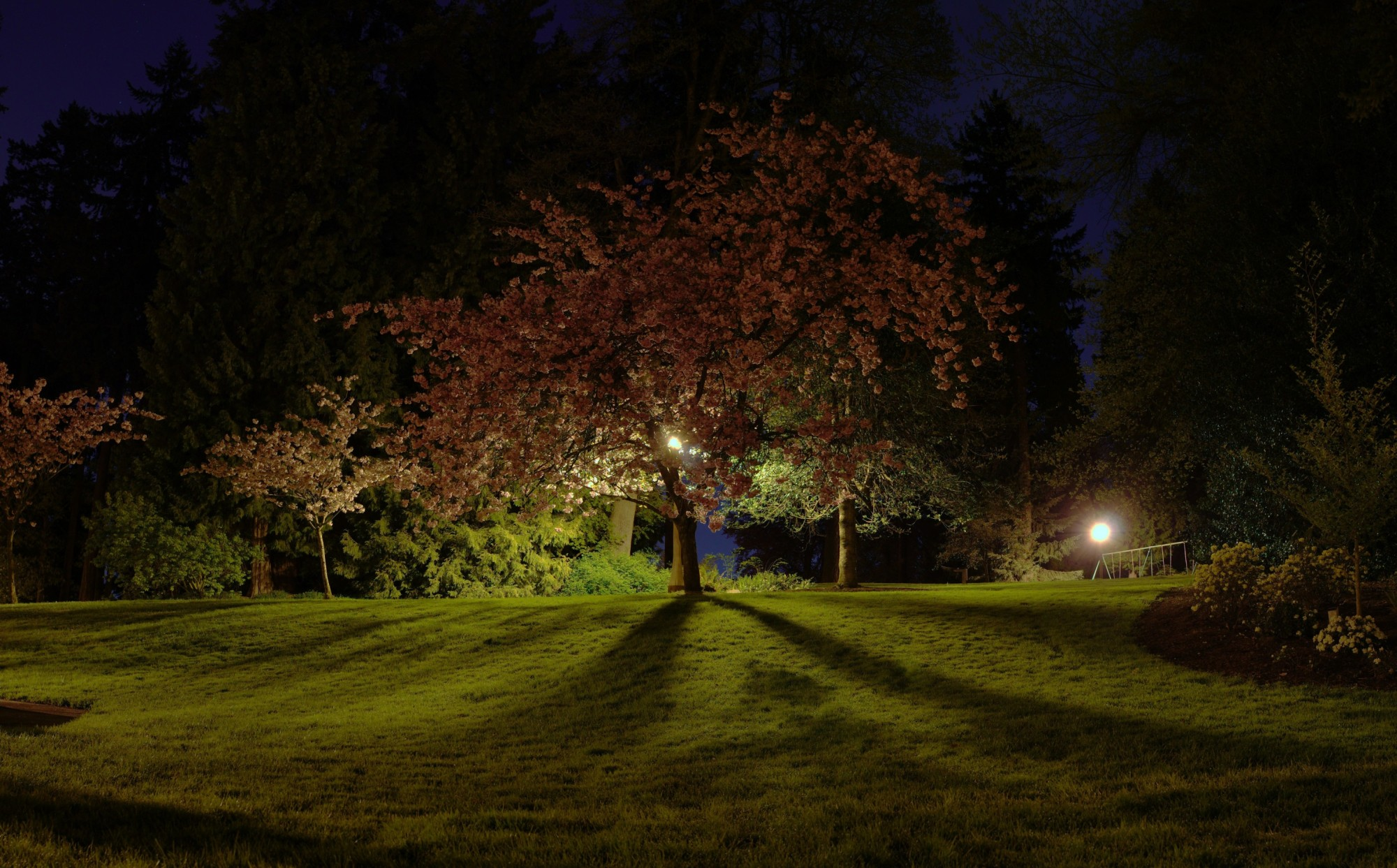
Panorama Washington Parku, 30 sekundová expozice
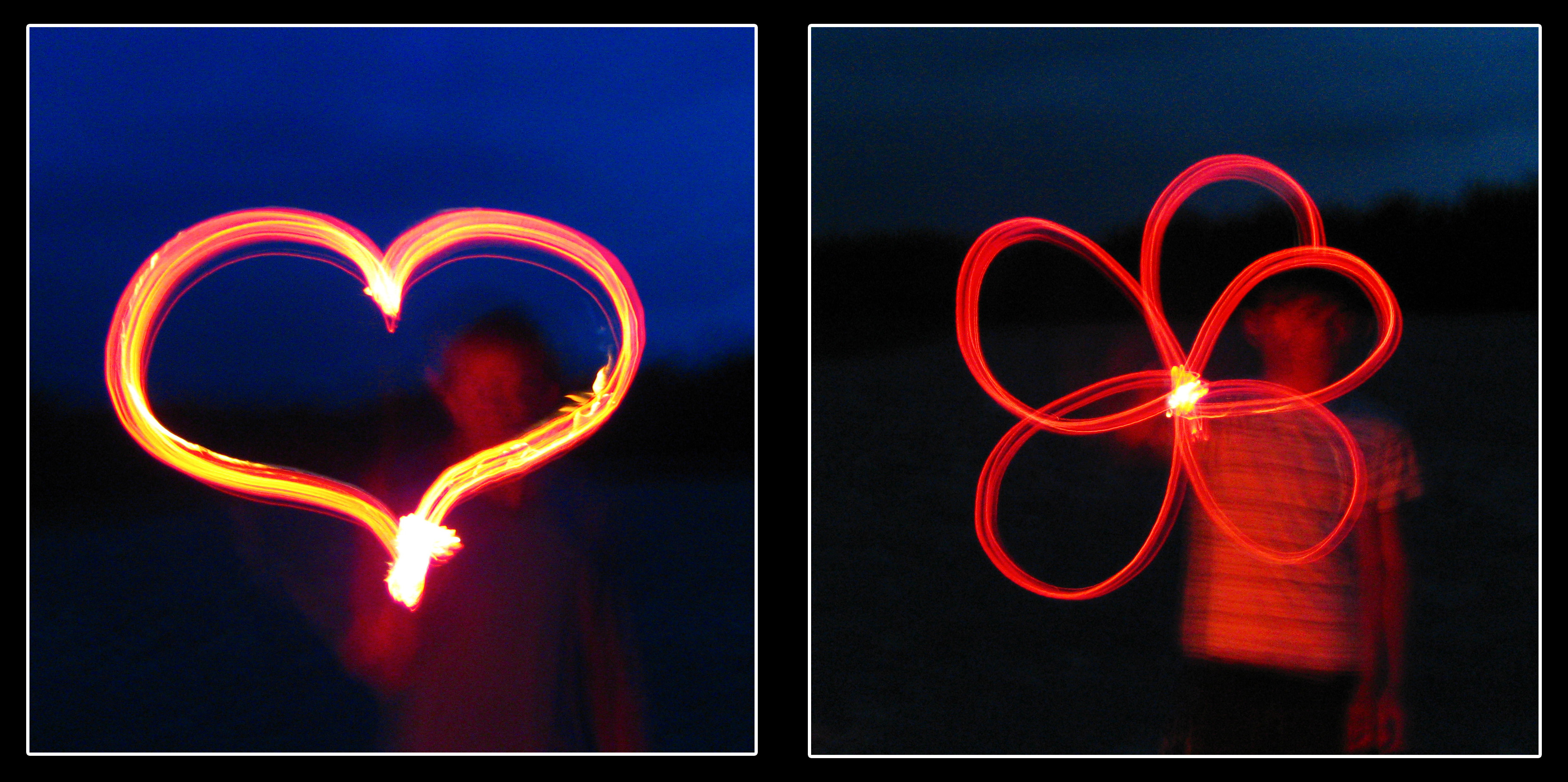
Noční světelné podmínky přejí luminografii
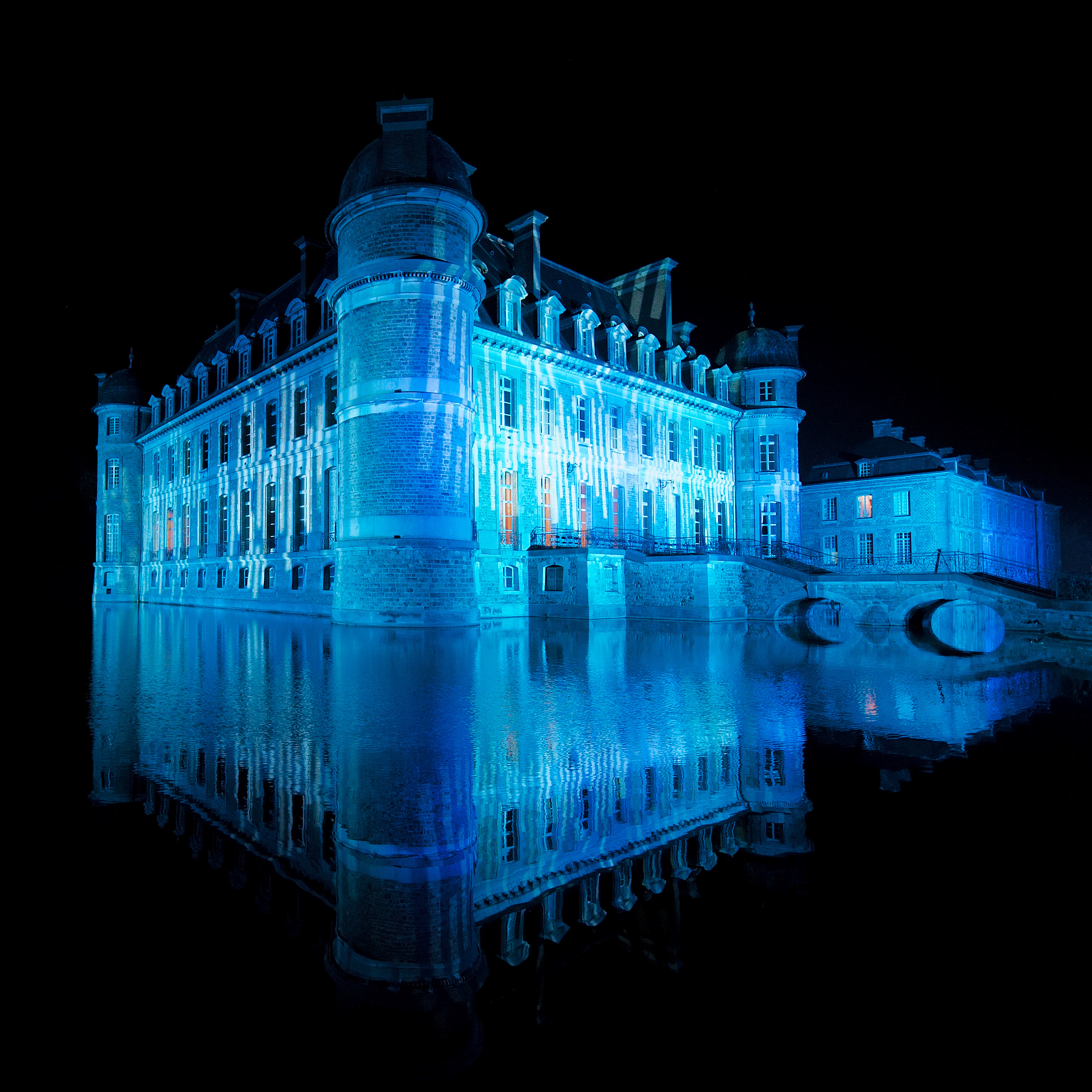
Noční snímek belgického zámku Château de Belœil
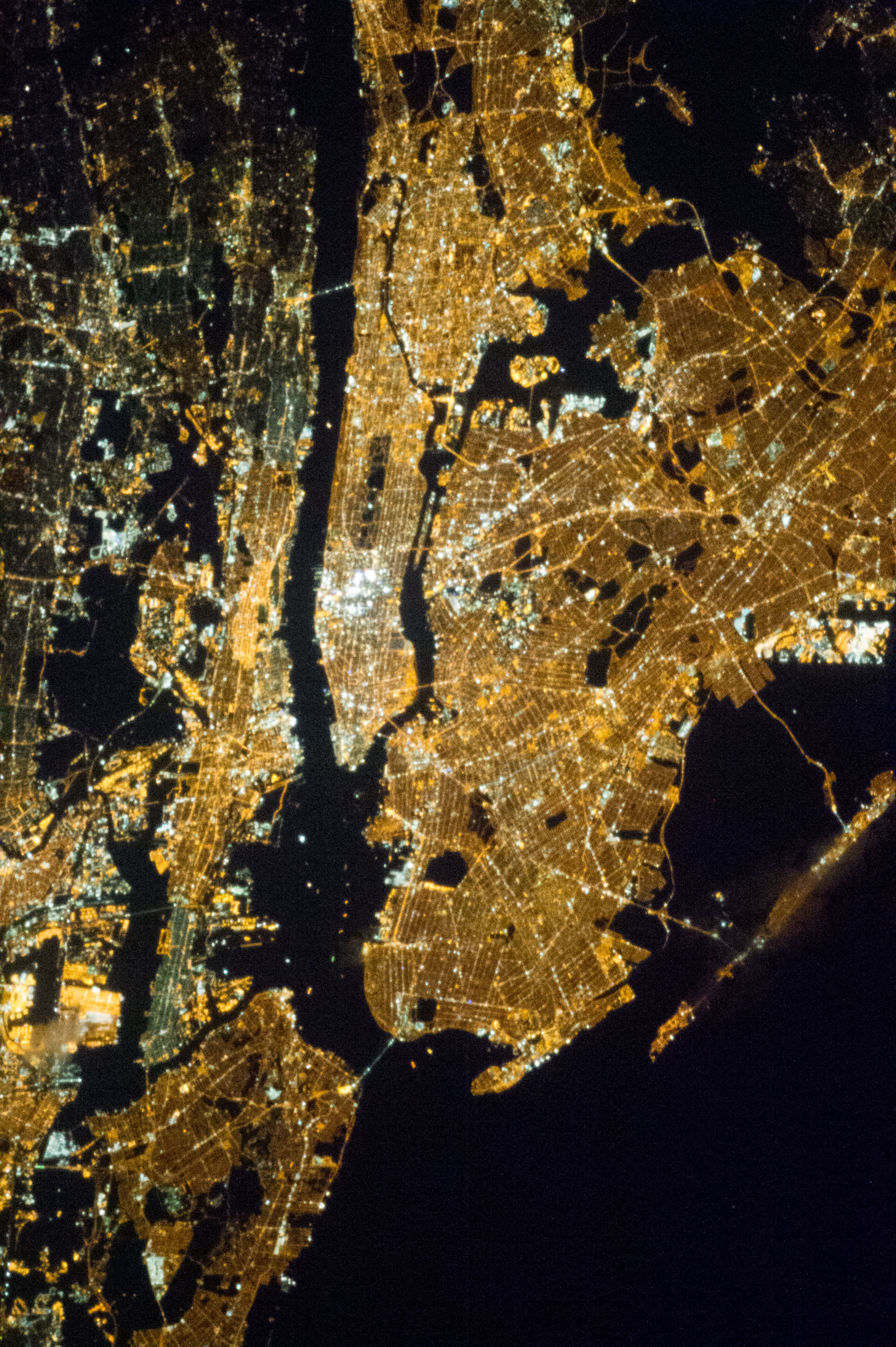
Noční fotografie New Yorku pořízená 23. března 2013 z paluby Mezinárodní vesmírné stanice jedním z kosmonautů Expedice 35 a fotoaparátem Nikon D3S, s ohniskem 400 mm, clonou f3,2 a citlivostí nastavenou na ISO 51200. Na fotografii je sever vlevo, takže Manhattan je orientován vodorovně od středu doleva snímku.
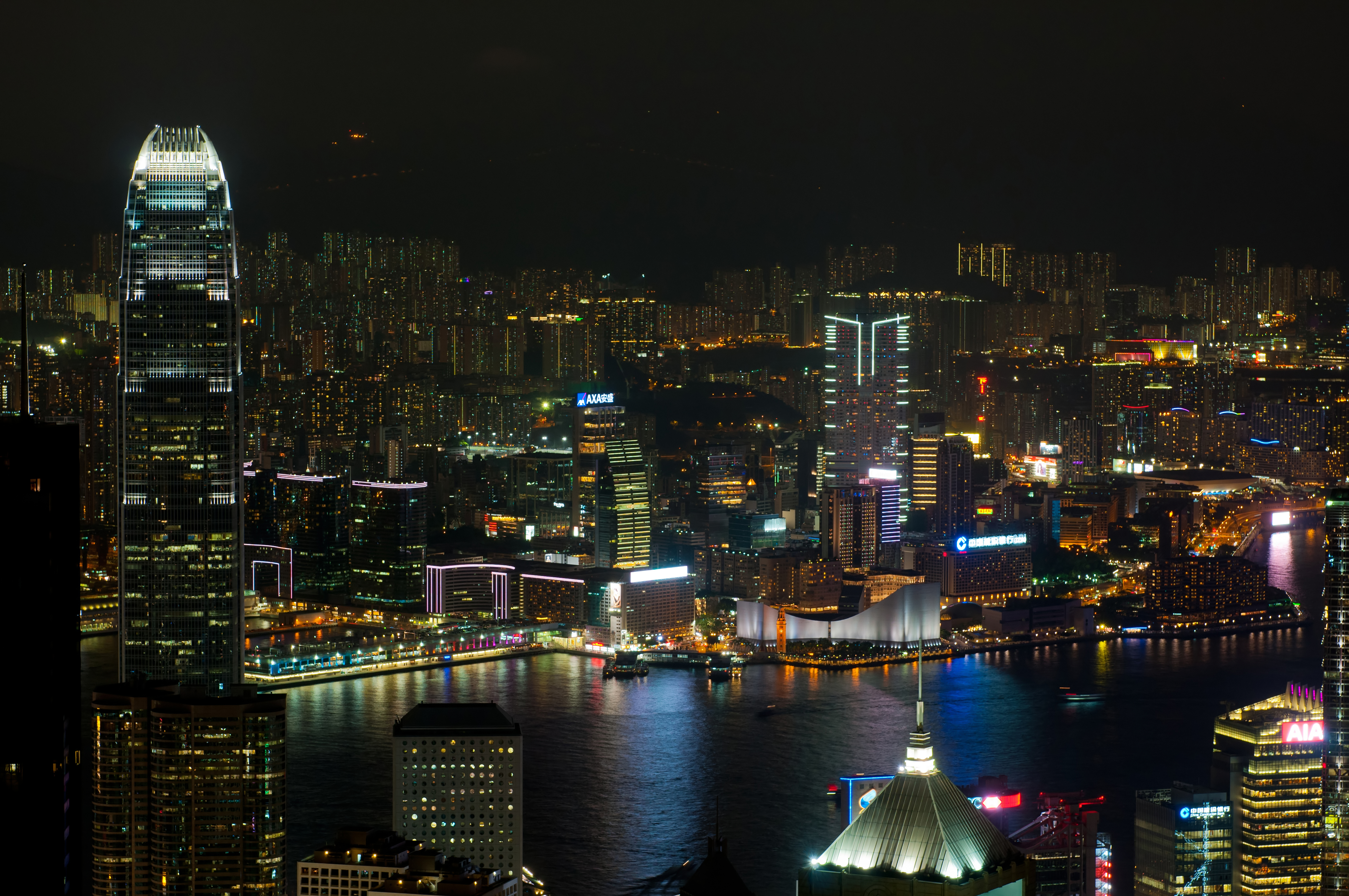
Hongkong; 2 sekundová expozice